# Hoher Kopf (Hochkönig)
Le Hoher Kopf est une montagne culminant à 2 875 mètres d'altitude dans le massif des Alpes de Berchtesgaden, en Autriche.

## Géographie

### Situation
La montagne se situe dans le chaînon du Hochkönigstock.

## Ascension
Le sommet est le point final de la via ferrata Königsjodler. Il est également facilement accessible lors de la traversée entre le Hochkönig et le Hochseiler ou par le nord depuis l'Übergossene Alm.